# Vipera pontica
Vipera pontica este o specie de șerpi din genul Vipera, familia Viperidae, descrisă de Billing, Nilson și Sattler 1990. A fost clasificată de IUCN ca specie în pericol. Conform Catalogue of Life specia Vipera pontica nu are subspecii cunoscute.

## Galerie

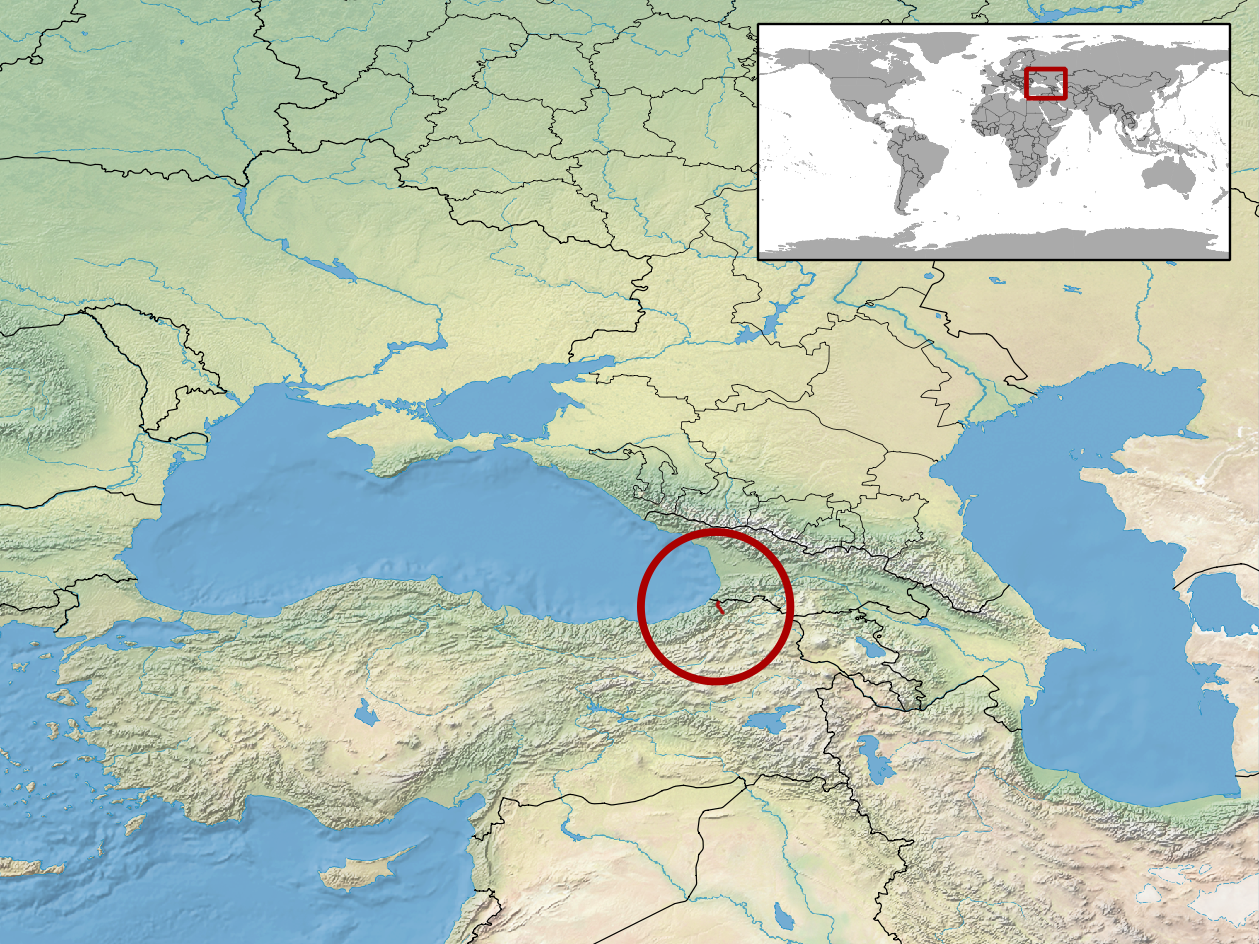